# 板桥畲族乡
板桥畲族乡是中华人民共和国浙江省丽水市松阳县下辖的一个民族乡。

## 行政区划
板桥畲族乡下辖以下村级行政区划单位：
板桥村、金村、后塘村、桐榔村、潘八村、张山村、高山村、东坑村和大毛科村。